# Vasoconstriction

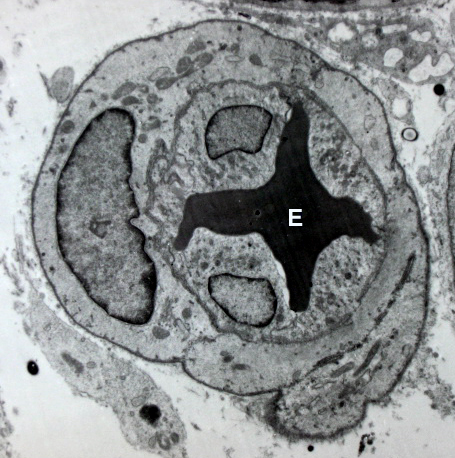
Micrographie électronique à transmission montrant la vasoconstriction d'un microvaisseau par les péricytes et les cellules endothéliales entraînant la déformation d'un érythrocyte (E).

La vasoconstriction est un mécanisme physiologique correspondant à la diminution du diamètre des vaisseaux sanguins.
Elle intervient normalement en réponse immédiate à la lésion d'un vaisseau pour en arrêter le saignement. C'est la première étape de l'hémostase.

## Les facteurs qui induisent ce processus
Ce sont :
- la lésion mécanique des cellules musculaires lisses sous l'endothélium vasculaire ;
- certaines substances libérées par les tissus lésés ;
- des substances libérées par les plaquettes, dont la sérotonine ;
- l'activation des nocirécepteurs (de la douleur) passant par le système nerveux orthosympathique (catécholamines, adrénaline, noradrénaline) ;
- certains toxiques ou produits présents dans les aliments (caféine par exemple) ;
- l'activation du système nerveux orthosympathique, principalement via les récepteurs adrénergiques alpha1 ;
- lorsque les récepteurs sensoriels captent une baisse de température, la vasoconstriction est une des réponses adaptatives de l'organisme des mammifères.

L'écoulement du sang est ralenti au niveau du vaisseau atteint et les surfaces endothéliale du vaisseau vont s’accoler : elles deviennent adhésives.
D'autres processus complètent la vasoconstriction : la formation d'un clou plaquettaire, la coagulation et la fibrinolyse.